# Flor de Patria Fútbol Club
El Flor de Patria Fútbol Club es un equipo de fútbol femenino profesional venezolano, se encuentra ubicado en Valera, Trujillo, Venezuela y actualmente participa en la Superliga Femenina Fútbol (Venezuela), liga equivalente a la máxima división del fútbol femenino en Venezuela.

## Historia
Flor de Patria Fútbol Club

## Uniforme
Flor de Patria Fútbol Club
- Uniforme titular: camiseta blanquiverde, pantalón blanco, medias verdes.
- Uniforme alternativo: camiseta verde, pantalón negro.

### Indumentaria y patrocinador
| Periodo       | Proveedor     |
| ------------- | ------------- |
| 2015-presente | Kuikak Sports |

| Periodo         | Patrocinador        |
| --------------- | ------------------- |
| 2015-Actualidad | Café Flor de Patria |

## Instalaciones
Flor de Patria Fútbol Club Sus compromisos lo realiza en campeonatos de la FVF en este estadio.

### Sede de Entrenamiento
Estadio "Paco Briceño" lo utiliza como campo de entrenamiento.

## Palmarés

### Era Amateur
- Liga Nacional de Fútbol Femenino de Venezuela (1): Torneo Clausura 2016

- Copa Venezuela de Fútbol Femenino (0):

### Era Profesional
- Superliga femenina de fútbol de Venezuela (0):

Subcampeón: Torneo Apertura 2017